# Rezistență la înaintare
În dinamica fluidelor rezistența la înaintare, uneori denumită rezistență fluidului, este o forță care acționează în sens opus direcției de mișcare a oricărui obiect care se mișcă în raport cu un fluid înconjurător. Aceasta poate exista între două straturi de fluid, două suprafețe solide sau între un fluid și o suprafață solidă. Forțele de rezistență tind să reducă viteza fluidului în raport cu obiectul solid pe traiectoria fluidului.
Spre deosebire de alte forțe rezistente, forța de rezistență depinde de viteză. Rezistența la înaintare este proporțională cu viteza relativă la curgerea cu viteză mică și este proporțională cu pătratul vitezei la curgerea cu viteză mare. Această distincție între fluxul de viteză mică și cel de mare viteză este caracterizată de numărul Reynolds.
Într-un moment de timp, rezistența la înaintare este legată de dinamica turbulenței prin relația Josephson-Anderson.

### Istoric
Ideea că un corp în mișcare prin aer sau prin alt fluid întâmpină rezistență era cunoscută încă din vremea lui Aristotel. Articolul lui Louis Charles Breguet din 1922 a început eforturile de reducere a rezistenței la înaintare prin profilare aerodinamică. Breguet și-a pus ideile în practică proiectând mai multe aeronave care au doborât recorduri în anii 1920 și 1930. Teoria stratului limită a lui Ludwig Prandtl din anii 1920 a determinat luarea de măsuri pentru minimizarea frecării superficiale. Un alt apel major pentru profilarea aerodinamică a fost făcut de Melvill Jones, care a furnizat conceptele teoretice care demonstrează importanța profilării aerodinamice în proiectarea aeronavelor. Lucrarea sa din 1929, Avionul aerodinamic, prezentată la Royal Aeronautical Society, a fost fundamentală. El a propus o aeronavă ideală cu rezistență minimă la înaintare, ceea ce a condus la conceptele unui monoplan „curat” și ale unui tren de aterizare retractabil. Aspectul lucrării lui Jones care i-a șocat cel mai mult pe proiectanții vremii a fost reprezentarea grafică a puterii necesare în funcție de viteză, pentru un avion real și unul ideal. Privind datele dintr-un punct al unei anumite aeronave și extrapolându-le pe orizontală la curba ideală, se poate observa câștigul de viteză pentru aceeași putere. Când Jones și-a terminat prezentarea, un membru din public a descris rezultatele ca fiind de același nivel de importanță ca și ciclul Carnot în termodinamică.

## Exemple
Exemple de rezistență la înaintare:
- Forța aerodinamică sau cea hidrodinamică: rezistență la înaintare care acționează în sens opus direcției de mișcare a unui obiect solid, cum ar fi autovehicule, aeronave[5] sau nave[1].
- Rezistența viscoasă a curgerii unui fluid într-o țeavă: rezistența aero/hidrodinamică a țevii imobile limitează viteza fluidului prin țeavă.[12][13]
- În sport rezistența la înaintare explică mișcarea mingilor, sulițelor, săgeților, discurilor, precum și performanța alergătorilor și a înotătorilor.[14] De exemplu, pentru un alergător de performanță, rezistența la înaintare poate consuma 5 % din energia sa.[15]

## Tipuri
Există mai multe tipuri distincte de rezistență la înaintare cauzate de diferite interacțiuni fizice dintre obiect și fluid. Două tipuri de rezistență la înaintare sunt relevante în toate cazurile:
- Rezistența datorită formei, care este cauzată de presiunea exercitată asupra obiectului pe măsură ce fluidul curge pe lângă obiect. Rezistența este determinată de forma secțiunii transversale a corpului și de aria acestei secțiuni.
- Rezistența de frecare[1] (rezistența viscoasă), care este cauzată de frecarea dintre fluid și suprafața obiectului. Suprafața poate fi exteriorul unui obiect, cum ar fi coca unei ambarcațiuni, sau interiorul unui obiect, cum ar fi interiorul unei țevi.

Alte forme:
- Rezistența indusă[16] apare la aripile sau corpurile portante în aviație și la carenele portante ale ambarcațiunilor.
- Rezistența undelor de șoc (în aerodinamică) este cauzată de prezența undelor de șoc și apare pentru prima dată la viteze subsonice ale aeronavelor, când vitezele locale de curgere devin supersonice. Rezistența la înaintare datorită undelor de șoc la prototipul aeronavei supersonice Concorde a fost redusă la Mach 2 cu 1,8 % prin aplicarea legii ariilor⁠(d), care a determinat la aeronavele de serie prelungirea fuselajul posterior cu 3,73 m.[17]
- Rezistența valurilor[1] (în hidrodinamică) apare atunci când un obiect solid se mișcă la suprafața unui fluid și produce valuri.

În aerodinamică se folosește adesea termenul rezistență parazită. Rezistența parazită este suma dintre rezistența de formă și rezistența de frecare. Pentru o aeronavă, ea este întotdeauna negativă, spre deosebire de rezistența indusă, care este o consecință a generării portanței.

### Comparație între rezistența dată de formă și cea de frecare
| Formă și curgere | Rezistența de formă | Frecarea superficială |
| ---------------- | ------------------- | --------------------- |
|                  | ≈0 %                | ≈100 %                |
|                  | ≈10 %               | ≈90 %                 |
|                  | ≈90 %               | ≈10 %                 |
|                  | ≈100 %              | ≈0 %                  |

Efectul aerodinamicității asupra proporțiilor relative ale frecării superficiale și rezistenței de formă este prezentat în tabelul alăturat pentru patru profile aerodinamice: un corp aerodinamic, un cilindru (care este un corp bont) și o placă plană în două orientări diferite, ilustrând efectul orientării asupra proporțiilor relative ale frecării superficiale și rezistenței de formă și arătând diferența de presiune dintre față și spate.
Un corp este considerat bont atunci când rezistența la înaintare este dominată de forțe de presiune și este considerat aerodinamic dacă rezistența la înaintare este dominată de forțe viscoase. De exemplu, vehiculele rutiere sunt corpuri boante. Pentru aeronave, rezistențele datorită presiunii și frecării sunt incluse în definiția rezistenței parazite. Rezistența parazită este adesea exprimată în termeni ipotetici.

## Ecuația rezistenței la înaintare

Coeficientul de rezistență la înaintare C_{x} obținut prin experimente de laborator pentru o sferă, în funcție de numărul Reynolds Re. Linia întunecată este pentru o sferă cu o suprafață netedă, în timp ce linia mai deschisă la culoare este pentru cazul unei suprafețe rugoase.

Rezistența la înaintare depinde de proprietățile fluidului și de dimensiunea, forma și viteza obiectului. O modalitate de a exprima acest lucru este prin intermediul ecuației rezistentei la înaintare:
{\displaystyle F_{\mathrm {x} }=C_{\mathrm {x} }A_{\rm {s}}\rho {\frac {u^{2}}{2}}}
unde
{\displaystyle F_{\rm {x}}} este forța de rezistență la înaintare,
{\displaystyle C_{\rm {x}}} este coeficientul de rezistență la înaintare – un număr adimensional,
{\displaystyle A_{\rm {s}}} este secțiunea transversală,
{\displaystyle \rho } este densitatea fluidului, (Pentru atmosfera Pământului densitatea aerului poate fi calculată. Aceasta este de 1,293 kg/m3 la 0 °C și 1 atm.) iar
{\displaystyle u} este viteza relativă a obiectului față de fluid.
Coeficientul de rezistență la înaintare depinde de forma obiectului și de numărul Reynolds
{\displaystyle \mathrm {Re} ={\frac {u\,D}{\nu }}=\rho {\frac {u\,D}{\mu }},}
unde
{\displaystyle D} este lungimea caracteristică. De fapt, {\displaystyle D} este diametrul hidraulic echivalent {\displaystyle D_{e}} al obiectului. Pentru o sferă, {\displaystyle D_{e}} este chiar diametrul sferei.
{\displaystyle {\nu }} este viscozitatea cinematică a fluidului (egală cu raportul dintre viscozitatea dinamică {\displaystyle {\mu }} și densitatea {\displaystyle {\rho }}).
La {\displaystyle \mathrm {Re} } mic, {\displaystyle C_{\rm {x}}} este asimptotic proporțional cu {\displaystyle \mathrm {Re} ^{-1}}, ceea ce înseamnă că forța de rezistență este liniar proporțională cu viteza, adică forța de rezistență asupra unei sfere mici care se mișcă printr-un fluid vâscos este dată de legea lui Stokes⁠(d):
{\displaystyle F_{\rm {x}}=3\pi \mu Du}
La {\displaystyle \mathrm {Re} } mare, {\displaystyle C_{\rm {x}}} este mai mult sau mai puțin constant, dar rezistența la înaintare va varia proporțional cu pătratul vitezei. Graficul din dreapta arată cum variază {\displaystyle C_{\rm {x}}} cu {\displaystyle \mathrm {Re} } în cazul unei sfere. Deoarece puterea necesară pentru a depăși forța de rezistență la înaintare este produsul dintre forță și viteză, puterea necesară pentru a depăși rezistența la înaintare va varia cu pătratul vitezei la numere Reynolds mici și cu cubul vitezei la numere mari.
Se poate arăta că forța de rezistență la înaintare poate fi exprimată printr-o funcție de un număr adimensional, care este dimensional identic cu numărul Bejan. Prin urmare, forța de rezistență la înaintare și coeficientul de rezistență la înaintare pot fi exprimate în funcție de numărul Bejan. De fapt, din expresia forței de rezistență la înaintare s-a obținut:
{\displaystyle F_{\rm {x}}=\Delta _{\rm {p}}A_{\rm {u}}={\frac {1}{2}}C_{\rm {x}}A_{\rm {s}}{\frac {\nu \mu }{l^{2}}}\mathrm {Re} _{L}^{2}}
care permite exprimarea coeficientului de rezistență la înaintare {\displaystyle C_{\rm {x}}} în funcție de numărul Bejan și de raportul între aria udată, {\displaystyle A_{\rm {u}}} și cea a secțiunii transversale {\displaystyle A_{\rm {s}}}:
{\displaystyle C_{\rm {x}}=2{\frac {A_{\rm {u}}}{A_{\rm {s}}}}{\frac {\mathrm {Be} }{\mathrm {Re} _{L}^{2}}}}
unde {\displaystyle \mathrm {Re} _{L}} este numărul Reynolds pentru lungimea de curgere L.

## Viteza unui obiect în cădere liberă

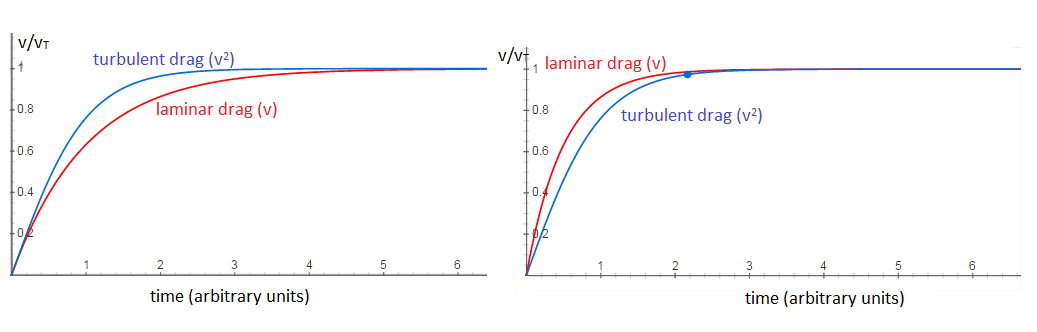
Un obiect care cade printr-un mediu viscos accelerează rapid spre viteza sa finală, apropiindu-se treptat de ea pe măsură ce viteza se apropie de viteza finală. Indiferent dacă rezistența întâmpinată este turbulentă sau laminară, forma caracteristică a graficului se modifică, în cazul turbulent rezultând o accelerație constantă pentru o fracțiune mai mare din timpul de accelerare.

Viteza în funcție de timp a unui obiect care cade printr-un mediu cu densitate mică, având viteza relativă inițială nulă, v = 0 în momentul t = 0, este dat aproximativ de o funcție care depinde de o tangentă hiperbolică:
{\displaystyle v(t)={\sqrt {\frac {2mg}{C_{x}\rho A}}}\tanh \left(t{\sqrt {\frac {C_{x}\rho gA}{2m}}}\right)}
Tangenta hiperbolică are o valoare limită egală cu 1, spre care tinde după un timp t lung. Cu alte cuvinte, viteza se apropie asimptotic de o valoare maximă numită viteză finală⁠(d), vf:
{\displaystyle v_{f}={\sqrt {\frac {2mg}{C_{x}\rho A}}}}
La un obiect care cade printr-un mediu cu densitate mică, având în momentul t = 0 viteza relativă inițialăv = vi < vt este dată tot de o tangentă hiperbolică:
{\displaystyle v(t)=v_{t}\tanh \left(t{\frac {g}{v_{t}}}+\operatorname {arctanh} {\frac {v_{i}}{v_{t}}}\right)}
Pentru vi > vf, funcția de viteză depinde de o cotangentă hiperbolică:
{\displaystyle v(t)=v_{f}\coth \left(t{\frac {g}{v_{f}}}+\operatorname {arccoth} {\frac {v_{i}}{v_{f}}}\right)}
Cotangenta hiperbolică are și ea valoarea limită egală cu 1, spre care tinde după un timp t lung. Viteza se apropie asimptotic de viteza finală, vf, strict de deasupra valorii vf.
Pentru vi = vf, viteza de cădere este constantă:
{\displaystyle v(t)=v_{f}}
Aceste funcții sunt date de soluțiile următoarei ecuații diferențiale:
{\displaystyle g-{\frac {C_{x}\rho A}{2m}}v^{2}={\frac {dv}{dt}}}
sau, mai general (unde F(v) sunt celelalte forțe care acționează asupra obiectului, în afară de rezistența la înaintare):
{\displaystyle {\frac {1}{m}}\sum F(v)-{\frac {C_{x}\rho A}{2m}}v^{2}={\frac {dv}{dt}}}
Pentru un obiect în formă de cartof cu diametrul mediu d și densitatea ρo, viteza terminală este de aproximativ:
{\displaystyle v_{t}={\sqrt {gd{\frac {\rho _{o}}{\rho }}}}}
Pentru obiecte cu densitate asemănătoare apei (picături de ploaie, grindină, obiecte vii – mamifere, păsări, insecte etc.) care cad prin aer în apropierea suprafeței solului la nivelul mării, viteza finală este aproximativ egală cu:
{\displaystyle v_{f}=90{\sqrt {d}},} cu d în metri și vf în m/s.
De exemplu, pentru corpul omenesc ({\displaystyle d\approx 0,6} m) {\displaystyle v_{f}\approx 70} m/s, pentru un animal mic, cum ar fi o pisică ({\displaystyle d\approx 0,2} m) {\displaystyle v_{f}\approx 40} m/s, pentru o pasăre mică ({\displaystyle d\approx 0,05} m) {\displaystyle v_{f}\approx 20} m/s, pentru o insectă ({\displaystyle d\approx 0,01} m) {\displaystyle v_{f}\approx 9} m/s etc. Pentru obiecte foarte mici (polen etc.), la numere Reynolds mici viteza finală este determinată de legea lui Stokes.
Pe scurt, viteza finală este mai mare pentru creaturile mai mari, prin urmare potențial mai mortală. O creatură precum un șoarece care cade la viteza sa finală are mult mai multe șanse să supraviețuiască impactului cu solul decât un om care cade cu viteza sa finală.

## La numere Reynolds mici: legea lui Stokes

Traiectoriile a trei obiecte lansate la același unghi (70°). Obiectul negru nu este supus vreunei forme de rezistență la înaintare și se mișcă de-a lungul unei parabole. Obiectul albastru este supus rezistenței la înaintare conform, iar obiectul verde rezistenței la înaintare într-un fluid newtonian.

Pentru obiecte sau particule care se mișcă printr-un fluid la viteze relativ mici (presupunând că nu există turbulențe) curgerea este laminară, iar forța de rezistență la înaintare este aproximativ proporțională cu viteza. Conform acestei definiții curgerea pur laminară există doar până la Re = 0,1. În acest caz ecuația pentru rezistența la înaintare viscoasă este una liniară:
{\displaystyle \mathbf {F} _{x}=-b\mathbf {u} }
unde:
{\displaystyle b} este o constantă care depinde atât de proprietățile materiale ale obiectului și fluidului, cât și de geometria obiectului, iar
{\displaystyle \mathbf {u} } este viteza obiectului.
Când un obiect cade cu viteza inițială nulă, viteza sa va fi:
{\displaystyle v(t)={\frac {(\rho -\rho _{0})\,V\,g}{b}}\left(1-e^{-{\frac {t}{m}}}\right)}
unde:
- {\displaystyle \rho } este densitatea obiectului,
- {\displaystyle \rho _{0}} este densitatea fluidului,
- {\displaystyle V} este volumul obiectului,
- {\displaystyle g} este accelerația gravițională (≈9,8 m/s2), iar
- {\displaystyle m} este masa obiectului.

Viteza se apropie asimptotic de viteza finală {\displaystyle v_{f}={\frac {(\rho -\rho _{0})Vg}{b}}}. Pentru un {\displaystyle b} dat, obiectele mai dense vor cădea mai repede.
Pentru cazul particular al obiectelor sferice mici care se mișcă lent printr-un fluid viscos (prin urmare cu un număr Reynolds mic), George Gabriel Stokes a obținut o expresie pentru constanta de rezistență la înaintare:
{\displaystyle b=6\pi \eta r\,}
unde {\displaystyle r} este raza Stokes⁠(d) a particulei, iar {\displaystyle \eta } este  viscozitatea dinamică a fluidului.
Expresia rezultată pentru rezistența la înaintare este cunoscută sub numele de legea lui Stokes⁠(d):
{\displaystyle \mathbf {F} _{x}=-6\pi \eta r\,\mathbf {v} }
De exemplu, fie o sferă mică cu raza r = 0,5 micrometri (diametru = 1,0 μm) care se mișcă prin apă cu o viteză u de 10 μm/s. Folosind 10−3 Pa•s ca viscozitatea dinamică a apei, forța de rezistență la înaintare este de 0,09 pN. Aceasta este aproximativ forța de rezistență pe care o întâlnește o bacterie în timp ce înoată prin apă.
Coeficientul de rezistență la înaintare al unei sfere poate fi calculat în cazul general a unei curgeri laminare cu numere Reynolds mai mici de {\displaystyle 2\cdot 10^{5}} cu următoarea formulă:
{\displaystyle C_{x}={\frac {24}{Re}}+{\frac {4}{\sqrt {Re}}}+0,4~{\text{;}}~~~~~Re<2\cdot 10^{5}}
Pentru numere Reynolds mai mici de 1, se aplică legea lui Stokes și coeficientul de rezistență la înaintare se apropie de 24/Re.</math>

### Paradoxul lui d'Alembert
În 1752 d'Alembert a demonstrat că curgerea potențială, teoria curgerii neviscoase din secolul al XVIII-lea, care putea fi abordată cu soluții matematice, a dus la prezicerea rezistenței la înaintare nule. Aceasta era în contradicție cu dovezile experimentale și a devenit cunoscută sub numele de paradoxul lui d'Alembert⁠(d). În secolul al XIX-lea, ecuațiile Navier–Stokes pentru descrierea curgerii viscoase au fost dezvoltate de Saint-Venant, Navier și Stokes. Stokes a calculat rezistența la înaintare în jurul unei sfere la un număr Reynolds foarte mic, elaborând legea lui Stokes.
Pentru numere Reynolds mari, ecuațiile Navier–Stokes se apropie de ecuațiile Euler nevâscoase, pentru care sunt valabile soluțiile luate în considerare de d'Alembert. Tortuși, toate experimentele la numere Reynolds mari au arătat că există rezistență la înaintare. Încercările de a construi soluții nevâscoase de curgere staționară pentru ecuațiile Euler, altele decât soluțiile de curgere potențială, nu au dus la rezultate realiste.
Noțiunea de strat limită – introdusă de Prandtl în 1904, bazată atât pe teorie, cât și pe experimente – a explicat cauzele rezistenței la înaintare în cazul numerelor Reynolds mari. Stratul limită este stratul subțire de fluid din apropierea limitei obiectului, unde efectele viscoase rămân importante chiar și atunci când viscozitatea este foarte mică (sau, echivalent, numărul Reynolds este foarte mare).

## În aerodinamică
În aerodinamică rezistența aerodinamică, cunoscută și drept rezistența aerului, este forța de rezistență care acționează asupra oricărui corp solid în mișcare în direcția curgerii aerului.
- Din perspectiva corpului (abordarea câmpului apropiat), forța de rezistență rezultă din forțele datorate distribuțiilor de presiune pe suprafața corpului și este notată cu {\displaystyle D_{p}}.
- Forțele datorate frecării superficiale sunt rezultatul viscozității și sunt notate cu {\displaystyle D_{f}}.

Alternativ, calculată din perspectiva câmpului de curgere (abordarea câmpului îndepărtat), forța de rezistență rezultă din trei fenomene naturale: unde de șoc, stratul vârtejurilor⁠(d) și viscozitatea.

### Descrierea sumară a fenomenelor aerodinamice
Când avionul produce portanță, rezultă o altă componentă de rezistență la înaintare, rezistența indusă, notată cu {\displaystyle D_{i}}, care se datorează unei modificări a distribuției presiunii din cauza sistemului de vârtejuri care însoțește producerea portanței. O perspectivă alternativă asupra portanței și rezistenței la înaintare se obține luând în considerare schimbarea impulsului fluxului de aer. Aripa interceptează fluxul de aer și forțează fluxul să se deplaseze în jos. Acest lucru are ca rezultat o forță egală și opusă care acționează în sus asupra aripii, aceasta fiind forța de portanță. Schimbarea impulsului fluxului de aer în jos are ca rezultat o reducere a impulsului fluxului, care este rezultatul unei forțe care acționează înainte asupra fluxului de aer și este aplicată de aripă fluxului de aer; o forță egală, dar opusă, acționează asupra aripii, aceasta fiind rezistența indusă. O altă componentă de rezistență la înaintare, și anume rezistența de undă, {\displaystyle D_{s}}, rezultă din undele de șoc la viteze de zbor transsonice și supersonice. Undele de șoc produc modificări ale stratului limită și ale distribuției presiunii pe suprafața corpului.
Prin urmare, există trei tipuri de rezistență aerodinamică.:p.19
1. Rezistența determinată de presiuni și frecări.
2. Rezistența determinată de formă și cea indusă.
3. Rezistența determinată de unde de șoc, vârtejuri și turbulență.

Distribuția presiunii care acționează asupra suprafeței unui corp „exercită” forțe normale asupra corpului. Aceste forțe pot fi sumate, iar rezultanta acestor forțe reprezintă forța de rezistență, {\displaystyle D_{p}}. Natura acestor forțe normale combină efectele undelor de șoc, efectele generate de sistemul de vârtejuri și mecanismele viscoase turbulente.
Viscozitatea fluidului are un efect major asupra rezistenței la înaintare. În absența viscozității, forțele de presiune care se opun înaintării vehiculului sunt anulate de forțele de presiune din spate, care împing vehiculul înainte; aceasta se numește recuperarea presiunii, iar rezultatul este că rezistența la înaintare ar fi nulă. Adică, lucrul mecanic efectuat de corp asupra fluxului de aer este reversibil și este recuperat, deoarece nu există efecte de frecare care să transforme energia fluxului în  căldură. Recuperarea presiunii acționează chiar și în cazul fluxului viscos. Însă viscozitatea are ca rezultat rezistența la înaintare și este componenta dominantă a rezistenței la înaintare în cazul vehiculelor cu regiuni de flux separat, în care recuperarea presiunii este incompletă.
Forța de rezistență datorită frecării, care este o forță tangențială pe suprafața aeronavei, depinde substanțial de configurația stratului limită și de viscozitate. Rezistența la frecare, {\displaystyle D_{f}}, se calculează ca proiecție pe direcția înaintării a forțelor viscoase evaluate pe suprafața corpului. Suma dintre rezistența de frecare și rezistența de presiune (formă) se numește rezistență viscoasă și se datorează viscozității.

### Curba puterii necesare în aviație

Curba puterii: rezistența parazită și rezistența indusă în funcție de viteză

Interacțiunea dintre rezistența parazită și cea indusă în funcție de viteza aerului poate fi reprezentată grafic ca o curbă caracteristică, ilustrată aici. În aviație, aceasta este adesea denumită curba de putere și este importantă pentru piloți, deoarece arată că, sub o anumită viteză a aerului, menținerea vitezei aerului necesită, contraintuitiv, mai multă tracțiune pe măsură ce viteza scade. Consecințele faptului de a fi „în spatele curbei” în zbor sunt importante și sunt predate ca parte a antrenamentului piloților. La viteze subsonice ale aerului, unde forma de „U” a acestei curbe este semnificativă, rezistența de undă de șoc nu a devenit încă un factor important, așa că nu este prezentată în curbă.

### Rezistența de undă de șoc în curgeri la viteze transsonice și supersonice

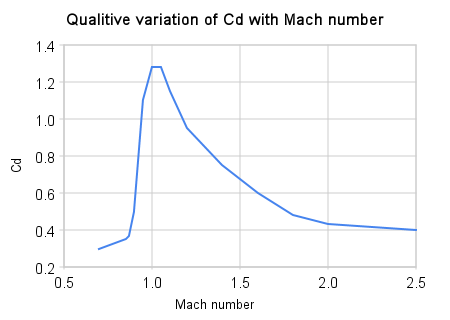
Variația calitativă a factorului C_{x} în funcție de numărul Mach pentru aeronave

Rezistența de undă de șoc, uneori denumită rezistență datorită compresibilității, este rezistența la înaintare creată atunci când un corp se mișcă într-un fluid compresibil și la o viteză apropiată de viteza sunetului în fluidul respectiv. În aerodinamică rezistența la înaintare constă din mai multe componente, în funcție de regimul de viteză al zborului.
În zborul transsonic, rezistența la înaintare este rezultatul formării undelor de șoc în fluid, formate atunci când se creează zone locale cu curgere supersonică (număr Mach mai mare de 1,0). În practică, curgerea supersonică are loc pe corpuri care se deplasează mult sub viteza sunetului, deoarece viteza locală a aerului crește pe măsură ce acesta accelerează deasupra corpului la viteze peste Mach 1,0. Totuși, curgerea supersonică deasupra aripii nu se va dezvolta complet decât după mult peste Mach 1,0. Aeronavele care zboară cu viteze transsonice sunt adesea supuse la rezistență la înaintare datorită undelor de șoc în timpul funcționării normale. În zborul transsonic, rezistența la înaintare crește semnificativ pe măsură ce viteza de zbor crește spre Mach 1,0, dominând alte forme de rezistență la aceste viteze.
În zborul supersonic (la numere Mach mai mari de 1,0), rezistența la înaintare este rezultatul undelor de șoc prezente în fluid și atașate de corp, de obicei unde de șoc oblice formate la marginile anterioare și posterioare ale corpului. În curgerile supersonice puternice sau în corpurile care deviază fluidul cu unghiuri suficient de mari, se vor forma în schimb unde de șoc neatașate. În plus, pot apărea zone locale de curgeri transsonice în spatele undei de șoc inițiale la viteze supersonice mai mici și pot duce la dezvoltarea unor unde de șoc suplimentare, mai mici, prezente pe suprafețele altor corpuri portante, similare cu cele găsite în curgerile transonice. În regimurile de curgeri supersonice, rezistența la înaintare este de obicei separată în două componente: rezistența la înaintare supersonică dependentă de portanță și rezistența la înaintare supersonică dependentă de volum.
Soluția în formă închisă pentru rezistența minimă a undei de șoc pentru unui corp de revoluție cu o lungime fixă a fost găsită de Sears și Haack și este cunoscută sub numele de distribuția Sears–Haack. Similar, pentru un volum fix, forma pentru rezistența minimă a undei de șoc este ogiva von Karman.
Conceptul teoretic al biplanului Busemann⁠(d) nu are rezistență la înaintare în aer atunci când funcționează la viteza sa de proiect, dar configurația este incapabilă să genereze portanță în acest regim de funcționare.